# Orapa United Football Club
Actualités
L'Orapa United est un club botswanais de football basé à Orapa. L'équipe joue actuellement en Championnat du Botswana de football après avoir été promue par la Ligue du Nord de la première division du Botswana lors de la saison 2013-14.
Le club a été fondé en 2012 après la fusion de cinq clubs de football de la région d'Orapa.
Le club a atteint trois finales consécutives de la Mascom Top 8 Cup de 2016 à 2018. Il a battu Township Rollers lors de la finale du Coupe du Botswana saison 2016. Il a de nouveau battu Township Rollers lors de la finale de la Mascom Top 8 Cup 2020.

## Palmarès
| Compétitions nationales |
| --- |
| - Championnat du Botswana - Vice-champion : 2015 - Coupe du Botswana (1) - Vainqueur : 2019 - Mascom Top 8 (2) - Vainqueur : 2016, 2020 - Debswana Première Division Nord (1) - Champion : 2013 |